# Guidimakan Keri-Kaffo
Guidimakan Keri-Kaffo is een gemeente (commune) in de regio Kayes in Mali. De gemeente telt 20.000 inwoners (2009).
De gemeente bestaat uit de volgende plaatsen:
- Ambidédi Rive Droite
- Béta
- Bokediamby
- Bokoro
- Bouillagui
- Gagny
- Gakoura Rive Droite (hoofdplaats)
- Gousséla
- Sansangué
- Sélekétégagny
- Troula